# Hokah
Hokah és una població dels Estats Units a l'estat de Minnesota. Segons el cens del 2000 tenia 614 habitants.

## Demografia
Segons el cens del 2000, Hokah tenia 614 habitants, 271 habitatges, i 159 famílies. La densitat de població era de 333,9 habitants per km².
Dels 271 habitatges en un 34,3% hi vivien nens de menys de 18 anys, en un 39,1% hi vivien parelles casades, en un 14,4% dones solteres, i en un 41,3% no eren unitats familiars. En el 35,1% dels habitatges hi vivien persones soles el 12,5% de les quals corresponia a persones de 65 anys o més que vivien soles. El nombre mitjà de persones vivint en cada habitatge era de 2,27 i el nombre mitjà de persones que vivien en cada família era de 2,96.
Per edats la població es repartia de la següent manera: un 27,9% tenia menys de 18 anys, un 8,3% entre 18 i 24, un 31,1% entre 25 i 44, un 19,5% de 45 a 60 i un 13,2% 65 anys o més.
L'edat mediana era de 35 anys. Per cada 100 dones de 18 o més anys hi havia 90,9 homes.
La renda mediana per habitatge era de 26.838 $ i la renda mediana per família de 36.000 $. Els homes tenien una renda mediana de 32.212 $ mentre que les dones 21.016 $. La renda per capita de la població era de 15.630 $. Entorn del 16,5% de les famílies i el 15,5% de la població estaven per davall del llindar de pobresa.

## Poblacions més properes
El següent diagrama mostra les poblacions més properes.